# Spessart
Spessart, bergstrakt i västra Tyskland i delstaterna Bayern och Hessen.
Bergen ligger mellan Main, som begränsar den mot Odenwald, och Rhön. Den är genomskuren av djupa dalar, i öst branta, i väst av mera långsluttande bergmassa med avrundade toppar. Dess längd uppgår till 75 kilometer och dess höjd till mellan 450 till 580 meter. Högsta toppen är Geiersberg (586 meter). Bergens huvudmassa består av trias-sandsten, endast i dess norra delar uppträder äldre bergarter, och där bryts järnmalm och basalt. Spessart är bevuxet med täta skogar, särskild av ek och bok. Namnet formades från Specht (hackspett) och Hart (skog).